# ハムシン

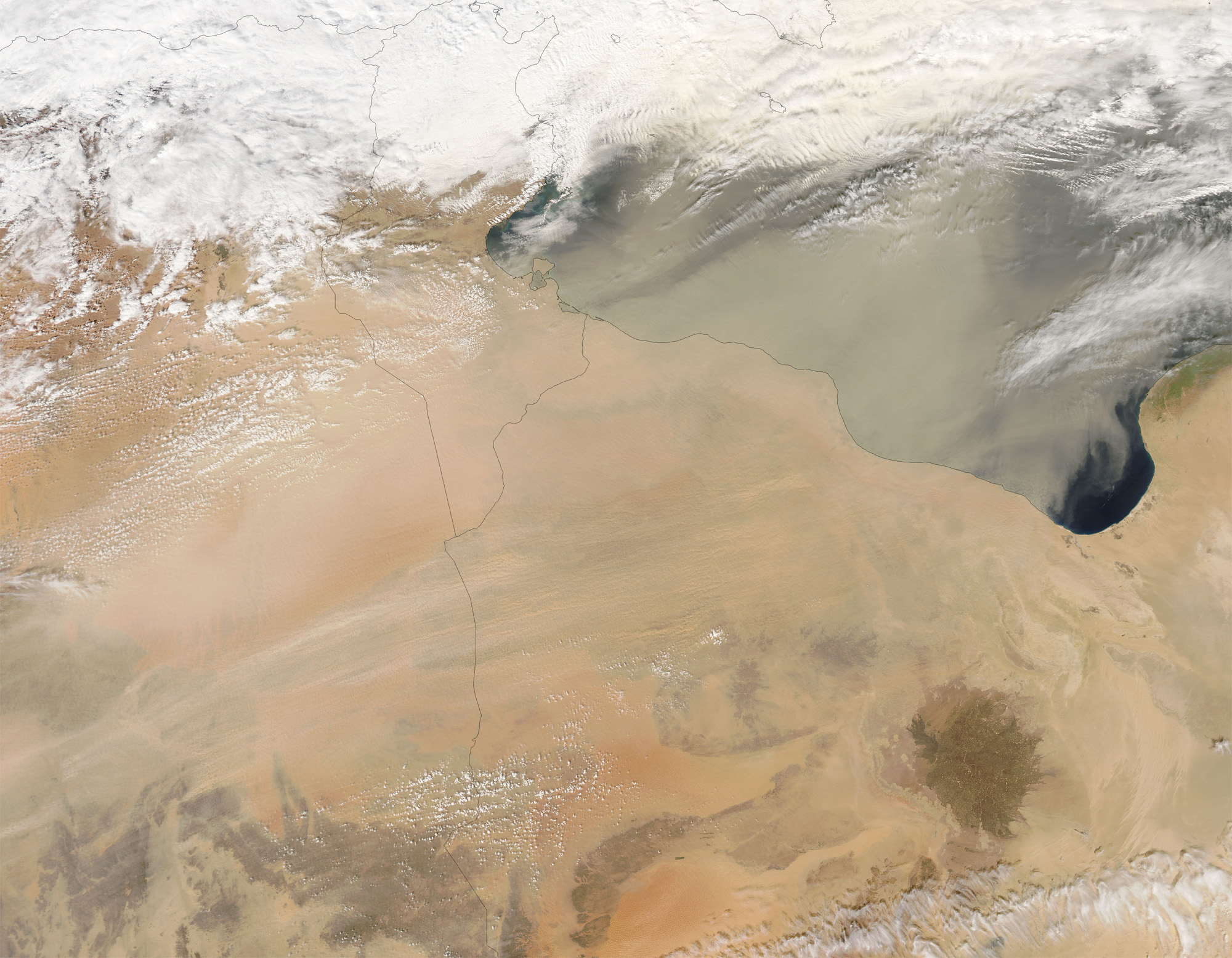
リビア上空を覆う砂嵐。この下ではハムシンが吹いていると推定される。2005年1月1日。

ハムシン(アラビア語エジプト方言: خمسين khamsīn, ハムスィーン)とは、北アフリカやアラビア半島で吹く、砂塵嵐を伴った乾燥した高温風のアラビア語名称「ハムスィーン」の日本語風カタカナ表記。その他、ハムシーン、kh部分にカ行を当てたカムシーン、カムシンといったカタカナ表記も用いられている。
局地風の1種で、シムーンやシロッコと類似した現象である。ハムシンは、地中海南部や北アフリカの沿岸部を、西から東へと低気圧が通過する際によく発生する。時期的には春が中心で、2月から6月にかけて多い。
エジプトでは、例年は4月にハムシンが吹き始めるが、年によって3月や5月の場合もある。風は砂漠から膨大な量の砂塵を巻き上げて運び、風速は時速140km（約35m/s）に達する。また、ハムシンがもたらす高温は、わずか2時間で気温を20℃も上昇させることがある。俗に、「ハムシンは50日間隔でやってくる」と信じられており、その名前"خمسين"も「50日」を意味する。しかし、時には週に1回以上の短い間隔でやってきて数時間も強風が吹き続ける場合がある。
19世紀の記録にはこう記されている:
この風は、上エジプト地域で華氏95度（35℃）、下エジプト地域で105度（40℃）くらいであるにもかかわらず、地元民も蒸し暑いと感じるほどのひどい暑さである。エジプトで何度かペストが流行したことがあったが、大抵は春に流行し、ハムシンの季節に流行がピークを迎えたほどである。
また同じ記録の中で、「エジプトのムスリム人口は、コプト正教の復活大祭が始まってから聖神降臨祭が終わるまでの49日間に数えろ」とも述べられている（この時期はちょうど3月～4月頃にあたる。）。
ナポレオンのエジプト遠征においては、フランス軍兵士はハムシンによって苦戦を強いられた。第二次世界大戦時の北アフリカ戦線でも、ハムシンの影響で視界が悪化したり計器が故障したりして、連合国軍やドイツ軍の進撃が阻まれた。
イスラエルでは、ハムシンは(ヘブライ語: חמסין)はsharav (שרב)、あるいは聖書の記述に由来するruah qadīm (רוח קדים)、また単に東風
などと呼ばれる。